# Finanzberater
Finanzberater (auch englisch Financial Advisor) ist die Berufsbezeichnung für einen Dienstleister, der Kunden über Geldanlagen, Kredite oder Versicherungen berät. Die Finanzberatung erfolgt entweder anlassbezogen oder im Rahmen einer strukturierten Finanzplanung. Am Schluss der Beratung kann oftmals die Vermittlung eines oder mehrerer Finanzprodukte stehen.
Finanzberater sind selbständig oder als Arbeitnehmer tätig. Selbständige Finanzberater sind häufig vertraglich an Anbieter von Finanzprodukten, wie Banken oder Versicherungen, oder an Finanzvertriebe gebunden.

## Bezeichnung und Zulassung
Der Begriff des Finanzberaters ist, im Gegensatz zu dem des Versicherungsberaters, gesetzlich nicht geschützt. Soweit die Beratung rechtliche oder steuerliche Aspekte berührt, muss der Finanzberater die Grenzen des Rechtsberatungsgesetzes und des Steuerberatungsgesetzes beachten. Allerdings ist die rechtliche oder steuerliche Beratung im beschränkten Umfang erlaubt, wenn sie in unmittelbarem Zusammenhang mit der Tätigkeit steht. Die Art der Zulassung hängt von den Produktgruppen ab, in denen er berät beziehungsweise vermittelt. Grundlage für die selbständige Tätigkeit ist die Gewerbeanmeldung.

### Berufsbezeichnungen
Es gibt diverse Berufsbezeichnungen, die unter den Begriff Finanzberater fallen. Hierzu zählen folgende gesetzlich geschützte Bezeichnungen, die eine Zulassung erfordern:
- Anlageberater
- Finanzanlagevermittler
- Versicherungsvermittler
  - Versicherungsvertreter
  - Versicherungsmakler
- Versicherungsberater
- Rentenberater
- Immobiliardarlehenvermittler

Ferner gibt es folgende Berufsbezeichnungen, die keinem gesetzlichen Schutz unterliegen und von jedem geführt werden können:
- Finanzberater
- Financial Advisor
- Vermögensberater
- Finanzplaner
- Finanzmakler

### Finanzberatung zu Darlehen
Die Vermittlung von Darlehen unterliegt in Deutschland einer besonderen Gewerbeerlaubnis. Sie wird erteilt, wenn man nachweist, dass man die erforderliche Zuverlässigkeit besitzt und in geordneten Vermögensverhältnissen lebt, also insbesondere weder in den letzten fünf Jahren wegen einer einschlägigen Straftat verurteilt wurde, noch das Insolvenzverfahren über das Vermögen eröffnet wurde. Der Selbständige muss die Regelungen der Makler- und Bauträgerverordnung beachten.

### Finanzberatung zu Versicherungen
Für die Zulassung als Versicherungsvermittler oder Versicherungsberater ist ebenfalls eine besondere Gewerbeerlaubnis notwendig. Sie wird erteilt, wenn
- die erforderliche Zuverlässigkeit besteht,
- geordnete Vermögensverhältnisse vorliegen,
- eine ausreichende Berufshaftpflichtversicherung abgeschlossen wurde und
- die notwendige Sachkunde durch eine bei der Industrie- und Handelskammer abgelegte Sachkundeprüfung (Bezeichnung: Geprüfter Versicherungsfachmann IHK) oder durch andere qualifizierende Abschlüsse nachgewiesen wurde.

Versicherungsberater sind unabhängige Experten, die ausschließlich eine neutrale Beratung anbieten und keine Versicherungsverträge vermitteln. Versicherungsvermittler unterteilen sich in Versicherungsvertreter und Versicherungsmakler. Versicherungsvertreter sind an ein einzelnes Versicherungsunternehmen gebunden und dürfen ausschließlich dessen Produkte vermitteln. Versicherungsmakler sind an keinen bestimmten Versicherer gebunden und vertreten die Interessen ihrer Kunden gegenüber verschiedenen Versicherern. Sie können Produkte von mehreren Anbietern vergleichen und vermitteln. Versicherungsvertreter benötigen keine eigene Gewerbeerlaubnis, wenn für sie das Versicherungsunternehmen die Haftung übernimmt und sie ausschließlich für dieses tätig sind. Versicherungsmakler und Versicherungsberater müssen dagegen eine Gewerbeerlaubnis besitzen und ihre Sachkunde nachweisen. Die Versicherungsvermittler werden in ein besonderes Register bei der Industrie- und Handelskammer eingetragen.

### Finanzberatung zu Kapitalanlageprodukten
Um zu Kapitalanlageprodukten zu beraten oder diese zu vermitteln, benötigt man grundsätzlich eine behördliche Erlaubnis. Geht es um Finanzinstrumente wie Aktien, Anleihen oder Derivate, ist eine Zulassung als Finanzdienstleistungsinstitut nach dem Kreditwesengesetz (KWG) erforderlich. Für bestimmte Produkte, die für Privatkunden wesentlich sind, gibt es jedoch Ausnahmen. Dazu gehören insbesondere offene Investmentfonds, Beteiligungen an geschlossenen Fonds und Vermögensanlagen. Um diese vermitteln zu können, war bis Ende 2012 eine Gewerbeerlaubnis nach § 34c der Gewerbeordnung (GewO) – wie bei Darlehensvermittlern – ausreichend.
Mit dem Gesetz zur Novellierung des Finanzanlagenvermittler- und Vermögensanlagenrechts wurde die Tätigkeit und Erlaubnis für Finanzanlagenvermittler mit Wirkung vom 1. Januar 2013 neu geregelt und eine spezielle Erlaubnispflicht in § 34f der Gewerbeordnung (GewO) eingeführt. Die Bundesregierung versprach sich von der Reform eine Stärkung des Verbraucherschutzes. Ähnlich wie bei Versicherungsvermittlern müssen seitdem auch Sachkunde, Zuverlässigkeit sowie eine Berufshaftpflichtversicherung nachgewiesen werden. Die Einzelheiten regelt die Finanzanlagenvermittlungsverordnung (FinVermV).
Seit dem 1. August 2014 gibt es zusätzlich die Möglichkeit, eine Erlaubnis als Honorar-Finanzanlagenberater gem. § 34h der Gewerbeordnung (GewO) zu beantragen. Honorar-Finanzanlagenberater beraten ausschließlich gegen Honorar und dürfen keine Provisionen einnehmen, wodurch ihre Unabhängigkeit gesetzlich abgesichert ist. Im Gegensatz dazu erhalten Finanzanlagenvermittler in der Regel Provisionen von Produktanbietern, was potenzielle Interessenkonflikte mit sich bringen kann.
Finanzanlagenvermittler und Honorar-Finanzanlagenberater müssen gem. § 24 der FinVermV jährlich eine Prüfung durchlaufen und den Prüfungsbericht der Aufsichtsbehörde übermitteln. Die Prüfungspflicht besteht seit 2013 und wurde in einem Prüfungsstandard des Instituts der Wirtschaftsprüfer konkretisiert.

## Unterscheidungen
Da die Berufsbezeichnung Finanzberater nicht geschützt und die Palette der Produkte und Dienstleistungen, in denen beraten wird, relativ breit ist, sind die Berater in unterschiedlichen Organisationsformen und Geschäftsmodellen am Markt tätig. Man kann diese unter anderem nach folgenden Kriterien unterscheiden.

### Vergütungsmodell
Oftmals wird der Finanzberater oder sein Unternehmen nach Vermittlungserfolg durch den Produktanbieter vergütet. Alternativ wird bei der Honorarberatung die Vergütung durch den Beratenen in Form eines Honorars erbracht. Mischformen von beiden Vergütungsformen sind auch möglich. Die Vergütung durch den Produktanbieter wird teilweise kritisiert, da die Gefahr bestehe, dass das unternehmerische Interesse an der Vergütung das Kundeninteresse überwiegen könne.

### Vertragliche Bindung an Finanzproduktanbieter
Im Wesentlichen kann man die vertragliche Bindung danach unterscheiden, ob und mit wie vielen Produktanbietern vertragliche Beziehungen bestehen und welche Pflichten der Finanzberater aus diesen Verträgen hat. Es ist möglich, dass ein Unternehmer je nach Produktgruppe verschiedene Arten von Vertragsbindungen hat. So kann er für Versicherungen als Makler tätig sein, für Kapitalanlagen jedoch als Mehrfachvertreter.
- Einfach gebundener Vermittler (Einfirmenagent, Ausschließlichkeitsvertreter)

Der Berater ist als Handelsvertreter an einen Produktanbieter exklusiv gebunden. Aus dem Vertrag ist er verpflichtet die Interessen des Produktanbieters zu wahren.
- Mehrfach gebundener Vermittler (Mehrfachagent, mehrfach gebundener Vermittler)

Der Berater ist als Handelsvertreter mit mehreren Produktanbietern vertraglich verbunden. Die Wahrung der Interessen der Produktanbieter gehört ebenfalls zu seinen Vertragspflichten.
- Maklervereinbarung

Der Makler ist mit dem Kunden durch einen Maklervertrag gebunden; er hat dessen Interessen zu vertreten. Mit dem Produktanbieter hat er eine vertragliche Vereinbarung zur Vergütung, falls eine Vermittlung zustande kommt (Reversierung).
- Keine vertragliche Bindung zu Produktanbieter

Insbesondere wenn der Finanzberater gegen Honorar tätig wird, ist keine vertragliche Bindung mit dem Produktanbieter notwendig.

## Berufliche Qualifikationen
Da das Tätigkeitsfeld der Finanzberater in fachlicher Tiefe und Breite sehr unterschiedlich sein kann, existiert keine einheitliche Berufsqualifikation. Neben privaten, unternehmensinternen oder hochschulgebundenen Ausbildungen und Zertifizierungen sind folgende öffentlich-rechtliche Berufsqualifikationen relevant. Die in der Qualifikation abgedeckten Produktgruppen sind angegeben:
| Berufsqualifikation                      | Qualifikationsstufe | Darlehen                         | Kapitalanlage                 | Versicherungen                   |
| ---------------------------------------- | ------------------- | -------------------------------- | ----------------------------- | -------------------------------- |
| Bankkaufmann                             | Ausbildung          | ja (Verbraucher und Unternehmen) | ja                            | nein                             |
| Bankfachwirt                             | Fortbildung         | ja (Verbraucher und Unternehmen) | ja                            | nein                             |
| Fachwirt für Finanzberatung              | Fortbildung         | ja (Verbraucher und Unternehmen) | ja                            | ja (Verbraucher und Unternehmen) |
| Fachberater für Finanzdienstleistungen   | Fortbildung         | ja (Verbraucher)                 | ja                            | ja (Verbraucher)                 |
| Finanzanlagenfachmann                    | Sachkundeprüfung    | nein                             | ja                            | nein                             |
| Fachwirt für Versicherungen und Finanzen | Fortbildung         | nein                             | je nach gewähltem Schwerpunkt | ja (Verbraucher und Unternehmen) |
| Kaufmann für Versicherungen und Finanzen | Ausbildung          | nein                             | je nach gewähltem Schwerpunkt | ja (Verbraucher und Unternehmen) |
| Versicherungsfachwirt                    | Fortbildung         | nein                             | nein                          | ja (Verbraucher und Unternehmen) |
| Versicherungskaufmann                    | Ausbildung          | nein                             | nein                          | ja (Verbraucher und Unternehmen) |
| Versicherungsfachmann                    | Sachkundeprüfung    | nein                             | nein                          | ja (Verbraucher und Unternehmen) |

## Berufsorganisationen
Für die Finanzberater besteht in Deutschland  keine einheitliche Berufsorganisation. Wesentliche Interessenvertretungen sind unter anderem der AfW – Bundesverband Finanzdienstleistung (AfW) und der Bundesverband Deutscher Versicherungskaufleute (BVK).